# Liste von Burgen, Schlösser und Festungen in Albanien
Die folgende Liste stellt die Burgen, Schlösser und Festungen (bzw. deren Ruinen) in Albanien dar.
Schlösser nach heutigem Verständnis als unbefestigte herrschaftliche Wohngebäude aus der Zeit vor dem 20. Jahrhundert gibt es in Albanien nicht. Die Liste enthält aber Gebäude, die dem König Ahmet Zogu während seiner Amtszeit (1928–1939) als Herrschaftssitz dienten, darunter große Villen und (geplante) Paläste.
| Name (albanisch)                               | Beschreibung | Standort                    | Entstehungszeit                                                   | Höhe über dem Meeresspiegel | Bild                                           |
| ---------------------------------------------- | --- | --------------------------- | ----------------------------------------------------------------- | --------------------------- | ---------------------------------------------- |
| Kalaja e Badhrës                               | befestigte Anlage aus der Eisenzeit, genutzt bis ca. 5. Jahrhundert v. Chr.                                                         | Borsh                       | 11. Jahrhundert v. Chr.                                           | 325                         |                                                |
| Kalaja e Bashtovës                             | viereckiges Kastell in der Ebene westlich von Rrogozhina, nördlich des Shkumbin, erbaut von den Venezianern                         | Rrogozhina                  | 15. Jahrhundert (Erneuerung 18. Jahrhundert)                      | 0                           | Kalaja e Bashtovës                             |
| Kalaja e Beratit                               | | Berat                       | 13. Jahrhundert                                                   | 180 bis 220                 | Kalaja e Beratit                               |
| Kalaja e Borshit oder Kalaja e Sopotit         | | Borsh                       | 4. Jahrhundert v. Chr.                                            | 270 bis 290                 | Ruine der Moschee auf der Burg von Borsh       |
| Kështjella e Burgajetit                        | Zerstörte Kulla der Adelsfamilie Zogu, von der Ahmet Zogu entstammt                                                                 | Burgajet bei Burrel         | 19. Jahrhundert                                                   | 400                         | Ruine der Burg Burgajet um 1920 nach dem Brand |
| Kalaja e Butrintit                             | Kastell auf dem Stadthügel, erbaut von den Venezianern                                                                              | Butrint                     | 15. Jahrhundert                                                   | 5 bis 28                    | Kalaja e Butrintit                             |
| Kalaja trekëndore                              | dreieckiges Kastell südlich der Stadt auf der anderen Seite des Vivar-Kanals, erbaut von den Venezianern                            | Butrint/Vivar-Kanal         | 15. Jahrhundert                                                   | 0                           | Kalaja trekëndore                              |
| Kalaja e Ali Pashës                            | viereckige Burg, 20 × 30 m, in den Sümpfen am Ausfluss des Vivar-Kanals ins Ionische Meer, erbaut/erneuert von Ali Pascha Tepelena  | Butrint/Vivar-Kanal         | 18. Jahrhundert                                                   | 0                           |                                                |
| Kalaja e Dajtit                                | spätantike (vielleicht illyrische) Festung                                                                                          | Dajti                       | 6. Jahrhundert                                                    | 1200                        | Kalaja e Dajtit                                |
| Kalaja e Delvinës                              | byzantinische Festung | Delvina                     | 4. Jahrhundert                                                    | 280                         |                                                |
| Kalaja e Denjës (auch: Kalaja e Vaut të Dejës) | Alte Siedlung Danja resp. Dagno über Vau-Deja                                                                                       | Vau-Deja                    | 12. Jahrhundert                                                   | 171                         |                                                |
| Kalaja e Drishtit                              | kleine Festung am Drin | Postriba                    | 13. Jahrhundert                                                   | 110                         | Kalaje e Drishtit                              |
| Kalaja e Elbasanit                             | Festung für das von den Osmanen gegründete Elbasan, Fundamente römisch                                                              | Elbasan                     | 15. Jahrhundert                                                   | 130                         | Kalaja e Elbasanit                             |
| Kalaja e Gjirokastrës                          | eine der flächengrößten Festungen Albaniens                                                                                         | Gjirokastra                 | 12. Jahrhundert                                                   | 320 bis 360                 | Kalaja e Gjirokastrës                          |
| Kalaja e Gjon Boçarit                          | Burg der mittelalterlichen Adelsfamilie Boçari                                                                                      | Tragjas, östlich von Orikum | 16. und 17. Jahrhundert                                           | 300 bis 320                 | Kalaja e Gjon Boçarit                          |
| Kalaja e Himarës                               | Burg und befestigter Ort | Himara                      | 4. oder 3. Jahrhundert v. Chr.                                    | 200                         | Kalaja e Himarës                               |
| Kalaja e Ishmit                                | Osmanische Festung | Ishëm                       | 1572–1574                                                         | 221                         | Kalaja e Ishmit                                |
| Kalaja e Justinianit oder Kalaja e Tiranës     | byzantinische Festung, östlich der Kunstgalerie                                                                                     | Tirana                      | 7. oder 8. Jahrhundert                                            | 115                         | Kalaja e Justinianit                           |
| Kalaja e Kalivës                               | bronzezeitliche Festung der Illyrer                                                                                                 | Kalivo                      | 1200 v. Chr.                                                      | 80                          | Kalivo                                         |
| Kalaja e Kaninës                               | | Kanina                      | 4. Jahrhundert v. Chr.                                            | 350 bis 360                 | Kalaja e Kaninës                               |
| Kalaja e Kardhiqit                             | mittelalterliche Festung | Kardhiq, Gjirokastra        | 12. oder 14. Jahrhundert                                          | 450                         |                                                |
| Kalaja e Krujës                                | Stadtburg, erbaut von früh-albanischen Adelsfamilien                                                                                | Kruja                       | 9. Jahrhundert                                                    | 525 bis 565                 | Kalaja e Krujës                                |
| Kalaja e Lezhës                                | | Lezha                       | 15. Jahrhundert (auch illyrische Funde)                           | 135 bis 150                 | Kalaja e Lezhës                                |
| Kalaja e Lëkurësit                             | | Saranda                     | 16. Jahrhundert                                                   | 245                         | Kalaja e Lëkurësit                             |
| Kalaja e Libohovës                             | | Libohova                    | 1796–1798                                                         | 460 bis 470                 | Burg von Libohova                              |
| Kalaja e Margëlliçit                           | Festung, die zum Verteidigungssystem von Byllis gehörte                                                                             | Margëlliç, Patos            | 7. Jahrhundert v. Chr.                                            | 320                         |                                                |
| Kalaja e Petrelës                              | | Petrela                     | 14. Jahrhundert (einige Bauelemente entstanden im 6. Jahrhundert) | 340                         | Kalaja e Petrelës                              |
| Kalaja e Peqinit                               | viereckiges Kastell, erbaut von den Römern, erneuert durch die Osmanen                                                              | Peqin                       | 2. Jahrhundert v. Chr.                                            | 45                          |                                                |
| Kalaja e Pogradecit                            | | Pogradec                    | 6. Jahrhundert                                                    | 860 bis 880                 | Burg von Pogradec                              |
| Kalaja e Porto Palermos                        | dreieckiges Kastell auf einer Halbinsel, angeblich erbaut von Ali Pascha Tepelena, wahrscheinlich jedoch durch die Republik Venedig | Himara                      | angeblich frühes 19. Jahrhundert, wahrscheinlich wesentlich älter | 10                          | Kalaja e Porto Palermos                        |
| Kalaja e Prezës                                | Burg nördlich von Vora | Preza                       | 4. Jahrhundert v. Chr.                                            | 260                         | Preza Burghof                                  |
| Kalaja e Rodonit                               | Höhlenfestung, erbaut von Gjergj Kastrioti                                                                                          | Kepi i Rodonit (Kapspitze)  | 1450–1452 (Erneuerung um das Jahr 1500)                           | 0                           | Kap Rodon                                      |
| Kalaja e Rozafës                               | illyrische Festung zwischen Drin, Buna und Skutarisee                                                                               | Shkodra                     | 4. Jahrhundert v. Chr.                                            | 80 bis 105                  | Rozafa                                         |
| Kalaja e Tepelenës                             | | Tepelena                    | 1819                                                              | 160 bis 200                 | Tepelena                                       |
| Pallati i Brigadave                            | Von Ahmet Zogu geplante, aber nie genutzte Residenz, umgeben von vielen Parks und Brunnen, südöstlich des Stadtzentrums             | Tirana                      | 1939 bis 1941                                                     | 180                         | Pallati i Brigadave                            |
| Vila e Zogut                                   | Villa des ehemaligen Königs Ahmet Zogu (1895–1961)                                                                                  | Durrës                      | 1926                                                              | 75                          | Vola e Zogut                                   |